# جوائز ويبي
جوائز ويبي (بالإنجليزية: The Webby Awards)‏ هي جوائز عالمية شرفية للامتياز على شبكة الإنترنت.

## لمحة تاريخية
مقدمة من الأكاديمية الدولية للفنون والعلوم الرقمية منذ عام 1996.

## الجوائز الممنوحة
تتضمن مواقع الوب، الإعلانات التفاعلية، أفلام الفيديو على الشبكة، ومواقع الوب للهواتف المحمولة. ويتم اختيار فائزين اثنين من كل فئة .. واحدة من الأكاديمية الدولية للفنون والعلوم الرقمية .. والثانية من تصويت الجمهور.

## وصلات خارجية
- الموقع الرسمي